# 1627 Ivar
1627 Ivar је Амор астероид. Приближан пречник астероида је 9,12 ,
а средња удаљеност астероида од Сунца износи 1,863 астрономских јединица (АЈ).
Инклинација (нагиб) орбите у односу на раван еклиптике је 8,448 степени, а орбитални период износи 929,125 дана (2,543 године). Ексцентрицитет орбите астероида износи 0,396.
Апсолутна магнитуда астероида износи 13,2 а геометријски албедо 0,15.
Астероид је откривен 25. септембра 1929. године.